# Jaromír Horáček
Jaromír Horáček (3. října 1900 Jilemnice – 8. července 1976 tamtéž) byl český regionální spisovatel a vlastivědný pracovník, jehož hlavním objektem zájmu byl region západních Krkonoš okolo Jilemnice.

## Životopis
Jaromír Horáček se narodil v rodině jilemnického obuvníka Rudolfa Horáčka a jeho manželky Emilie Kiesewettervé. Maturoval na jilemnickém reálném gymnáziu roku 1919 a následující dva roky působil jako učitel v blízkých Horních Štěpanicích, kde se zapojil do organizování místních kulturních akcí, zejména ochotnického divadla.
Začátkem 20. let krátce působil na školách ve Slezsku. Brzy se však vrátil do Jilemnice a zde se opět věnoval učitelství a kulturní osvětě. V letech 1940–1942 byl vězněn gestapem, po návratu mu byla zakázána pedagogická činnost a proto se věnoval své oblíbené kulturně-osvětové činnosti v místním regionálním muzeu (toho času zavřeném pro beznadějnou přeplněnost); o rozšíření jilemnického muzea usiloval jako jeho jednatel již v minulosti. Vedle toho po několik let vedl kroniku města Jilemnice. Horáčkova kronika Jilemnice z let 1914–1919 vyšla knižně.
Po skončení druhé světové války byl J. Horáček povolán k obnově české školy v Jablonci nad Jizerou, po roce byl jmenován ředitelem dívčí obecné školy v Jilemnici a nakonec povýšil až na úroveň okresního školského inspektora. V roce 1961 byl oceněn titulem Zasloužilý školský pracovník. V této době dokázal sesbírat několik desítek místních příhod, v krkonošském nářečí zvaných poudačky, a přetavil je do dvou knih.
Pochován je na katolickém hřbitově v Jilemnici.

### Rodina
Dne 18. srpna 1923 se v Praze–Libni oženil s Marií Boženou Fejfarovou (1901–??, narozena též v Jilemnici). V době sňatku byl učitelem (služebně přikázán) ve slezských Bludovicích.
Jeho syn, Jaromír Horáček ml. (*1924) byl pedagog, vedoucí amatérských studentských souborů, postižený v období normalizace.